# Heinz Kluge (Handballspieler)
Heinz Kluge (* 1. Februar 1921; † 30. September 2001) war ein deutscher Handballspieler.
Heinz Kluge spielte Feldhandball und Hallenhandball in Burgstädt. Mit den Burgstädtern gewann er 1948 die Kreismeisterschaft Rochlitz und stieg 1950 in die Sachsenliga und 1952/1953 in die DDR-Liga auf; 1952/1953 nahm er mit der Mannschaft an der DDR-Meisterschaft im Hallenhandball teil.
Im Jahr 1950 wurde er in die erste Auswahl der Männer-Handballnationalmannschaft der DDR berufen und nahm an drei Länderspielen gegen Ungarn teil.